# Eugène Baudouin (homme politique)
Pour les articles homonymes, voir Eugène Baudouin (homonymie) et Baudouin.
Eugène-Alfred Baudouin, né le 11 novembre 1883 à Apt et mort en 1964 à Apt, est un homme politique français.

## Biographie
Après avoir passé son baccalauréat au collège d'Apt et terminé des études de droit à la faculté d'Aix-en-Provence, Eugène Baudouin exerce la profession d'avoué et d'avocat à Apt. Eugène Baudouin était le beau-père de Georges Santoni. Entre autres réalisations notables, Eugène Baudouin fut l’instigateur de la mixité au lycée d’Apt où il scolarisa ses deux filles. Chevalier de la Légion d'honneur à titre militaire[Quand ?], et, ancien combattant de la guerre de 1914-1918, Eugène Baudouin est décédé le 20 novembre 1964 à Apt. 
En 2010, la ville d'Apt lui rendait hommage en rebaptisant l'avenue des Bories d'après son nom.

## Carrière politique
Il s'engage dans la vie politique en 1924. Il est alors élu conseiller municipal et maire d'Apt.  En 1925, il est élu conseiller général du canton d'Apt et sera reconduit à plusieurs reprises. 
Réélu comme Maire d'Apt, Eugène Baudouin occupe cette fonction de 1924 à  1940, date à laquelle il est révoqué par le gouvernement de Vichy. Par la suite, il sera nommé maire d'honneur de la ville. 

## En savoir plus